# Feldkirch (stacja kolejowa)
Feldkirch (niem: Bahnhof Feldkirch) – stacja kolejowa w Feldkirch, w kraju związkowym Vorarlberg, w Austrii. Stacja jest położona na północ od miasta, w dzielnicy Levis, pomiędzy i Ardetzenberg i Känzele. Jest to stacja węzłowa na Vorarlbergbahn i linii Feldkirch – Buchs.

## Historia
Stacja została otwarta w 1872 roku wraz z linią Vorarlbergbahn. Ten zabytkowy budynek dworca był wielokrotnie przebudowywany, a od 1884 roku linia Arlbergbahn spowodowała pojawienie się połączeń międzynarodowych. W 1960 roku, zabytkowy dworzec został wyburzony. Na początku 1969 roku nowa stacja została oddana do eksploatacji. W latach 1999–2001, stacja w ramach inicjatywy ÖBB została odnowiona i przebudowana ponownie. Wybudowano nowe perony i przejście podziemne. W rezultacie stacja w 2010 roku podczas badania była wybrana przez pasażerów szóstą najpiękniejszą stacją kolejową w Austrii.